# Internationale JuniorScienceOlympiade
Die Internationale JuniorScienceOlympiade (IJSO) ist ein Wettbewerb in Biologie, Chemie und Physik für Schüler, die 15 Jahre alt oder jünger sind. Im Unterschied zu den meisten anderen internationalen Wissenschaftswettbewerben wendet sich die IJSO an Allrounder, die sich fächerübergreifend für Biologie, Chemie und Physik interessieren. Die Olympiade wurde im Dezember 2004 in Jakarta, Indonesien, ins Leben gerufen. Seitdem nahm auch immer (mit Ausnahme der Jahre 2010, 2012 und 2022) eine deutsche Delegation am Wettbewerb teil. Der mehrstufige deutsche Auswahlwettbewerb zur IJSO ist eine der sechs ScienceOlympiaden am Leibniz-Institut für die Pädagogik der Naturwissenschaften und Mathematik (IPN) in Kiel. Sie wird vom Bundesministerium für Bildung und Forschung (BMBF) und den Kultusbehörden der Länder gefördert. Die IJSO ist Mitglied in der Arbeitsgemeinschaft bundesweiter Schülerwettbewerbe.

## Teilnahme
Jedes teilnehmende Land entsendet ein Team von höchstens sechs Jugendlichen unter 16 Jahren und maximal drei bis vier Betreuungspersonen. Das jeweilige Gastgeberland darf zwei Teams stellen. Aufgabe der Betreuer ist es, die Aufgaben der Schüler aus dem Englischen in die Muttersprache der Teilnehmenden zu übersetzen, über die Angemessen- und Korrektheit der Aufgaben zu diskutieren und diese gegebenenfalls zu verändern.
In Deutschland melden sich jedes Jahr mehr als 5000 Kinder und Jugendliche im Alter von 9 bis 15 Jahren für den nationalen Wettbewerb an. Am internationalen Austragungsort treffen sich jeweils im Dezember etwa 300 Jugendliche aus bisher bis zu 80 Ländern zur Internationalen JuniorScienceOlympiade.

## Auswahlverfahren in Deutschland
Der Weg ins deutsche IJSO-Nationalteam führt seit 2008 über ein vierstufiges Auswahlverfahren. In der ersten Runde sind zu Hause einfache Experimente durchzuführen und vertiefende Fragen zu einem interdisziplinär ausgerichteten Themenbereich aus Chemie, Biologie und Physik zu beantworten. Die Aufgaben werden ab 1. November eines jeden Jahres im Internet veröffentlicht; bis zum 15. Januar des folgenden Jahres kann man sich für die erste Wettbewerbsrunde im Onlineportal anmelden. Hier ist es noch erlaubt, in Gruppen mit bis zu drei Jugendlichen die Aufgaben zu bearbeiten. Wer die Aufgaben der ersten Runde erfolgreich bearbeitet hat, wird ab 2016 jeweils im März zum IJSOquiz eingeladen (etwa 1000 Teilnehmende; jeder tritt für sich selbst an, keine Teams mehr).
Talentierte Jugendliche, die sich besonders in naturwissenschaftlichen Mittelstufenwettbewerben oder Juniorakademien ausgezeichnet haben, können die erste Runde überspringen und werden von der IJSO direkt zur Teilnahme an der zweiten Runde (IJSOquiz) eingeladen. In dieser wird jeweils im Februar/März an den Schulen eine 45-minütige Klausur geschrieben, die aus Multiple-Choice-Fragen besteht. Die dritte Runde wird von etwa 500 Schülerinnen und Schülern im Mai erneut an den jeweiligen Schulen absolviert, eine 90-minütige Klausur fragt Kenntnisse in einer Mischung aus Multiple-Choice-Aufgaben und Textaufgaben ab. Die vierte Runde findet mit maximal 39 Schülern jeweils eine Woche im September an einer Hochschule oder anderen Forschungseinrichtung statt. Sie besteht aus einer Multiple-Choice-Klausur und einer Theoretischen Klausur mit einer Länge von jeweils 75 Minuten sowie einer experimentellen Klausur, die in Dreiergruppen über 150 Minuten durchgeführt wird. Die Aufgaben orientieren sich an denen des internationalen Wettbewerbs. Die Gruppen haben am Tag zuvor die Möglichkeit, in einer Laborpraxis kompliziertere Methoden (wie z. B. Dünnschichtchromatografie oder Photometrie) zu üben. Am Ende des einwöchigen Auswahlseminars wird anhand der erreichten Punktzahlen dann das sechsköpfige Nationalteam nominiert. Betreut werden die Bundesfinalisten während des Bundesfinales von Studentischen Hilfskräften, ehemaligen Teilnehmenden der IJSO und anderer Scienceolympiaden sowie von den Verantwortlichen am IPN. Jeweils im November wird dieses Team in einem Trainingsseminar am Leibniz-Institut für die Pädagogik der Naturwissenschaften und Mathematik auf die internationale Reise im Folgemonat Dezember vorbereitet. Es gibt inzwischen auch einen Förderverein der IJSO.

### Preise im Auswahlverfahren
Teilnahmebescheinigungen für alle Teilnehmenden der ersten Runde werden an den Schulen von den betreuenden Lehrkräften ausgehändigt.
In den folgenden Wettbewerbsrunden werden Urkunden vom IPN verschickt.
Teilnehmende zwischen 9 und 12 Jahren haben die Möglichkeit, nach erfolgreichem Abschneiden im IJSOquiz zu den JuniorForscherTagen in Mainz eingeladen zu werden.
Im Bundesfinale erhalten die besten zehn Teilnehmenden Sachpreise und eine nationale Goldmedaille.
Die ersten 3 Plätze werden für das Auswahlverfahren der EOES nominiert.

#### Sonderfall 2022
Das internationale Finale im Jahr 2022 sollte ursprünglich von der Ukraine als Gastgeberland ausgerichtet werden und in Kiew stattfinden. Durch den  Russischen Überfall auf die Ukraine im Februar desselben Jahres konnte die Veranstaltung nicht planmäßig stattfinden und der internationale Verein der IJSO entschied, den Wettbewerb nicht (wie von der Ukraine gewünscht) online, sondern in Präsenz in Kolumbien auszutragen. Um seine Unterstützung für die Ukraine zum Ausdruck zu bringen, nahm das deutsche Nationalteam aus politischen Gründen nicht am internationalen Finale teil. Stattdessen wurden alle 6 Nationalteammitglieder bei der Siegerehrung des Bundesfinale in Bad Homburg zum EOES Auswahlwettbewerb qualifiziert.

## Ablauf
Die Olympiade findet innerhalb von mindestens neun Tagen Anfang Dezember eines jeden Jahres in dem jeweiligen Gastgeberland statt. In dieser Zeit werden eine Multiple-Choice- und eine theoretische Klausur sowie eine experimentelle Klausur durchgeführt. Jede Klausur hat einen Umfang von 3 bis max. 4 Zeitstunden. Seit der dritten IJSO in São Paulo wird die experimentelle Klausur in Dreiergruppen durchgeführt.

## Auszeichnungen
International werden die besten teilnehmenden Jugendlichen mit einer Medaille ausgezeichnet. So erhalten etwa die ersten 10 % eine Goldmedaille, die folgenden 20 % eine Silbermedaille und weitere 30 % eine Bronzemedaille. Außerdem erhalten alle Teilnehmenden ein Teilnahmezertifikat. Des Weiteren werden der Teilnehmende mit den meisten Punkten in den Theorie und Multiple-Choice Klausuren zusammen sowie die besten drei Experimentierteams ausgezeichnet. Der Gesamtsieger ebenso wie das Land mit der besten Teamleistung erhalten eine besondere Auszeichnung. Bei der Abschlusszeremonie wird die IJSO-Flagge an das nächste gastgebende Land übergeben.

## Organisation
Die jeweilige IJSO wird von dem sogenannten Organising Committee (OC) des Gastgeberlandes im Auftrage der Regierung organisiert. Dieses Komitee ist unabhängig von der Leitung der IJSO, dem Executive Committee (EC). Letzteres besteht aus dem Präsidenten, jeweils einem Vizepräsidenten für Afrika, Amerika, Asien und Europa sowie einem Schatzmeister und einem Sekretär.

## Austragungsorte
- 1st IJSO: 2004 in Jakarta, Indonesien
- 2nd IJSO: 2005 in Yogyakarta, Indonesien
- 3rd IJSO: 2006 in São Paulo, Brasilien
- 4th IJSO: 2007 in Taipeh, Taiwan
- 5th IJSO: 2008 in Changwon, Südkorea
- 6th IJSO: 2009 in Baku, Aserbaidschan
- 7th IJSO: 2010 in Abuja, Nigeria
- 8th IJSO: 2011 in Durban, Südafrika
- 9th IJSO: 2012 in Teheran, Iran
- 10th IJSO: 2013 in Pune, Indien
- 11th IJSO: 2014 in Mendoza, Argentinien
- 12th IJSO: 2015 in Daegu, Südkorea
- 13th IJSO: 2016 in Jakarta, Indonesien
- 14th IJSO: 2017 in Nijmegen, Niederlande
- 15th IJSO: 2018 in Gaborone, Botswana
- 16th IJSO: 2019 in Doha, Katar
- 17th IJSO: 2020 in Frankfurt, Deutschland (ausgefallen)
- 18th IJSO: 2021 in Vereinigte Arabische Emirate (online)
- 19th IJSO: 2022 in Bogota, Kolumbien (war online aus Kiew, Ukraine geplant, wurde aber im letzten Moment geändert)
- 20th IJSO: 2023 in Bangkok, Thailand
- 21st IJSO: 2024 in Bukarest, Rumänien
- 22nd IJSO: 2025